# Basilique Santa Maria della Sanità
La basilique Santa Maria della Sanità (Sainte-Marie-de-la-Santé; parfois populairement San Vincenzo alla Sanità,) est une église de Naples située dans le quartier dit rione Sanità  et érigée selon les plans du frère dominicain Giuseppe Nuvolo entre 1602 et 1613, au-dessus des catacombes de Saint Gaudiose (catacombe di San Gaudioso).

## Histoire et description
L'église est construite par Fra’ Giuseppe Nuvolo entre 1602 et 1610, tandis que la coupole est terminée en 1613.
La façade, avec ses décorations de stuc du début du XVIIIe siècle est flanquée d'un haut campanile construit entre 1612 et 1614. Son horloge en majolique est du XVIIIe siècle. La coupole est recouverte de majoliques jaunes et vertes.
Le plan de l'édifice est de forme circulaire englobant une croix grecque et un chœur rehaussé, afin d'accéder aux catacombes. L'intérieur est vaste et simple dans sa modénature et son absence de décoration polychrome, mais il est complexe par l'articulation des volumes: la croix grecque est inscrite en fait dans un carré.
Les œuvres d'art sont nombreuses dans la nef et les chapelles latérales. Deux bénitiers de marbre polychrome se trouvent à côté de l'entrée. Ils datent du milieu du XVIIe siècle et sont décorés du blason de l'ordre des frères prêcheurs.
La première chapelle à droite est dédiée à saint Nicolas, figuré sur le mur d'autel en gloire entre saint Ceslas de Cracovie et saint Louis Bertrand. Sur le mur droit de la chapelle, on remarque la fresque de La Madone de la Sanità, provenant de la crypte. Cette peinture, qui date entre le Ve et le VIe siècle, est l'image mariale la plus ancienne qui soit connue à Naples.
La deuxième chapelle, dédiée à saint Pierre martyr, conserve un panneau d'environ 1610 représentant Le Martyre de saint Pierre de Vérone, martyr dominicain, du Florentin Giovanni Balducci.
La troisième est dédiée à saint Vincent Ferrier, prêtre dominicain espagnol, qui est figuré ici par Luca Giordano en train de prêcher à la foule. il est également représenté dans les ovales latéraux par Vincenzo Siola en train d'accomplir des miracles.
La quatrième chapelle de droite est dédiée à Notre-Dame du Rosaire, très vénérée chez les Dominicains qui répandent la dévotion du rosaire. On y trouve sur la grande paroi de l'autel une œuvre de Giovanni Bernardino Azzolini  (1612). Le tableau dans sa partie centrale figure Notre-Dame du Rosaire avec des saints. Dans la prédelle est figurée un Épisode de la condamnation des Albigeois, et en haut à la cimaise, Le Père éternel.
La cinquième chapelle à droite est consacrée à sainte Catherine. Elle possède un tableau intitulé Les Épousailles mystiques de sainte Catherine (1659), peint par Andrea Vaccaro.  Encore de ce dernier, se trouve une Sainte Catherine de Sienne reçoit les stigmates (1659) dans la chapelle suivante. 
La chapelle d'après est dédiée à Notre-Dame du Bon Conseil qui est représentée ici par un tableau du XIXe siècle. On y a réinstallé récemment une toile de Luca Giordano représentant Saint Pie V et saint Albert le Grand datant de 1672.
Un escalier en tenailles conduit à la partie du chœur dominé par le  maître-autel en marbres polychromes, datant de la seconde moitié du XVIIIe siècle. Un ciboire (1628) de l'orfèvre dominicain, Fra' Azaria, lui était affecté autrefois. L'abside décorée de stucs et de papier mâché montre une Madone de la Sanità du Florentin Michelangelo Naccherino des années 1710. Dans le chœur, la tribune de bois a été réalisée entre 1618 et 1620 par Leonardo Bozzaotra et Michelangelo Cecere. On remarque un Père éternel en gloire de Crescenzio Gamba du milieu du XVIIIe siècle, tandis qu'à gauche se trouve la chaire de vérité au décor théâtral en marbre réalisé par Dionisio Lazzari (vers 1678).
C'est sous le chœur que s'ouvre l'entrée à la basilique paléochrétienne (catacombes). Cette structure théâtrale et sa décoration en stuc et en marbre sont dues aux dessins d'Arcangelo Guglielmelli et de Cristoforo Schor (1708). Les fresques sur les dix autels latéraux représentent des martyrs peints par Bernardino Fera, disciple de Francesco Solimena. Des pierres tombales sont disposées sur le pavement et le long des parois avec des épigraphes datant du Ve au XIXe siècle.
La chapelle suivante est dédiée à la Très Sainte Crucifixion. L'autel de gauche possède un tableau de Luca Giordano représentant L'Extase de la Madeleine (1671-1672) et sur les côtés Sainte Marthe et Saint Lazare. la chapelle d'à côté consacrée à saint Thomas d'Aquin possède un tableau de Saint Thomas d'Aquin recevant la vertu de chasteté de Pacecco de Rosa (1652). On remarque une chaire épiscopale antique datant entre le VIe et le IXe siècle.
Le visiteur passe ensuite dans une première pièce avant la sacristie décorée de « graffiti » de Giovan Battista di Pino (vers 1625)  avec une Descente du Saint Esprit sur les frères dominicains et des grotesques peints sur la voûte. Elle possède aussi des ex votos de saint Vincent Ferrier, appelé par les habitants du quartier « il Monacone » (c'est-à-dire le gros moine), ainsi que des photographies anciennes de ses processions et de ses fêtes avant les bouleversements du concile Vatican II.  Quant à la sacristie, son autel est en marbres polychromes datant de 1728. Il est surmonté d'un tableau du peintre contemporain Giovanni Pisani représentant La Madone de la Sanità et daté de 2003. 
De la sacristie, le visiteur passe au cloître de forme elliptique. Des lunettes de Pino représentent des scènes de la vile de l'ordre dominicain. De nouveau dans l'église, dans la grande chapelle de la Circoncision, l'on peut admirer l'immense toile de La Circoncision réalisée vers 1612 par Giovan Vincenzo d'Onofrio da Forli del Sannio. Sur l'autel de gauche se trouve une Sainte Lucie de Girolamo de Magistro. À droite de l'autel, un panneau provenant de la sacristie figure Saint Dominique donne des rosaires, peint par Giovanni Balducci en 1623. 
La troisième chapelle à gauche est consacrée à l'Annonciation qui est figurée sur le tableau d'Azzolino de 1629. Aux murs latéraux sont accrochées deux toiles ovales du XVIIIe siècle: à droite Sainte Marguerite de Città di Castello et à gauche Sainte Marguerite de Hongrie.  La quatrième chapelle de gauche dédiée à saint Hyacinthe possède une toile de Luca Giordano représentant Le Mariage mystique de sainte Rose de Lima et daté de 1671 environ. La chapelle suivante montre un tableau d'Agostino Beltrano intitulé Saint Blaise entre saint Antoine et saint Raymond de Penafort (1654).

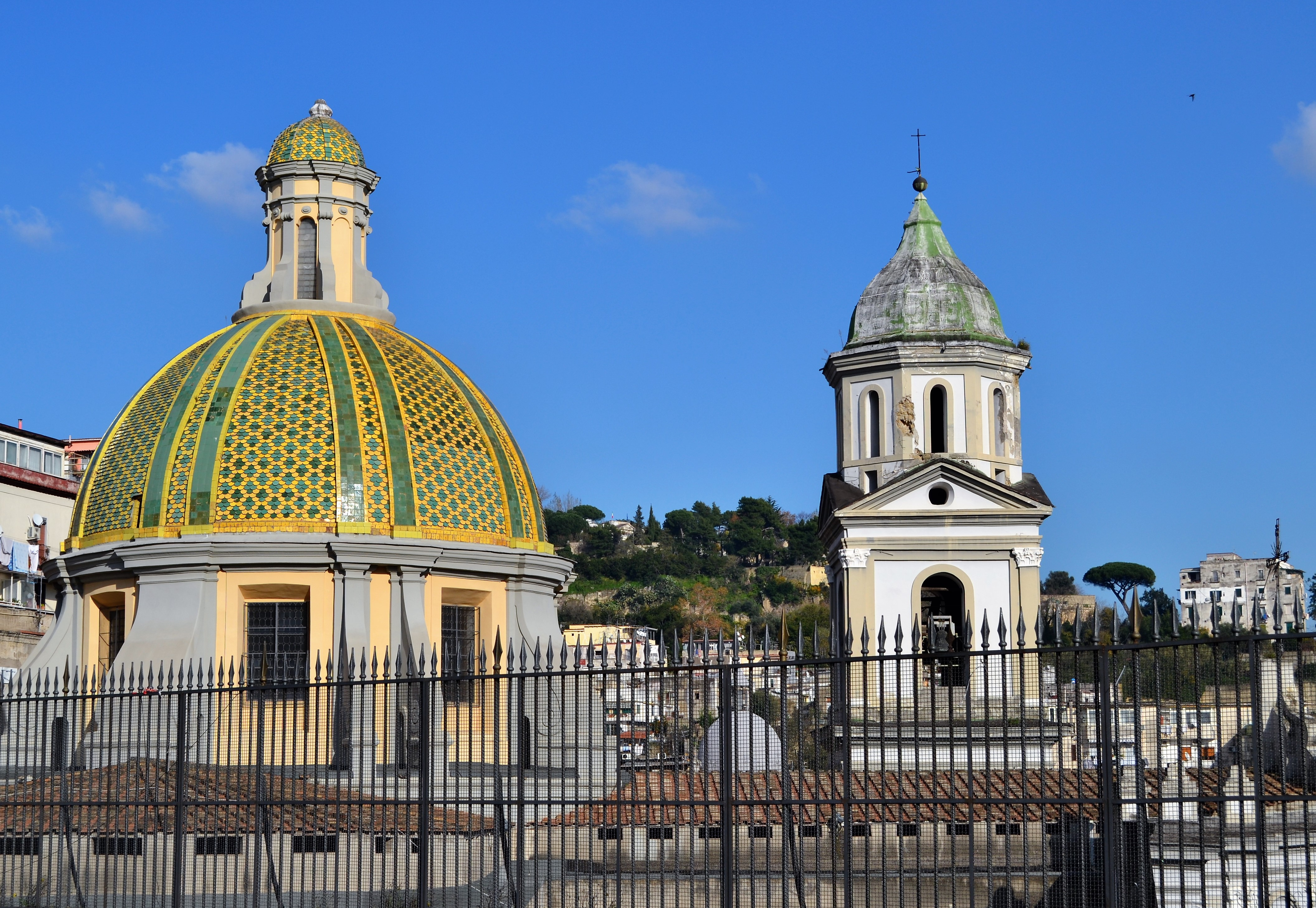
La coupole à majoliques vue du Ponte della Sanità.
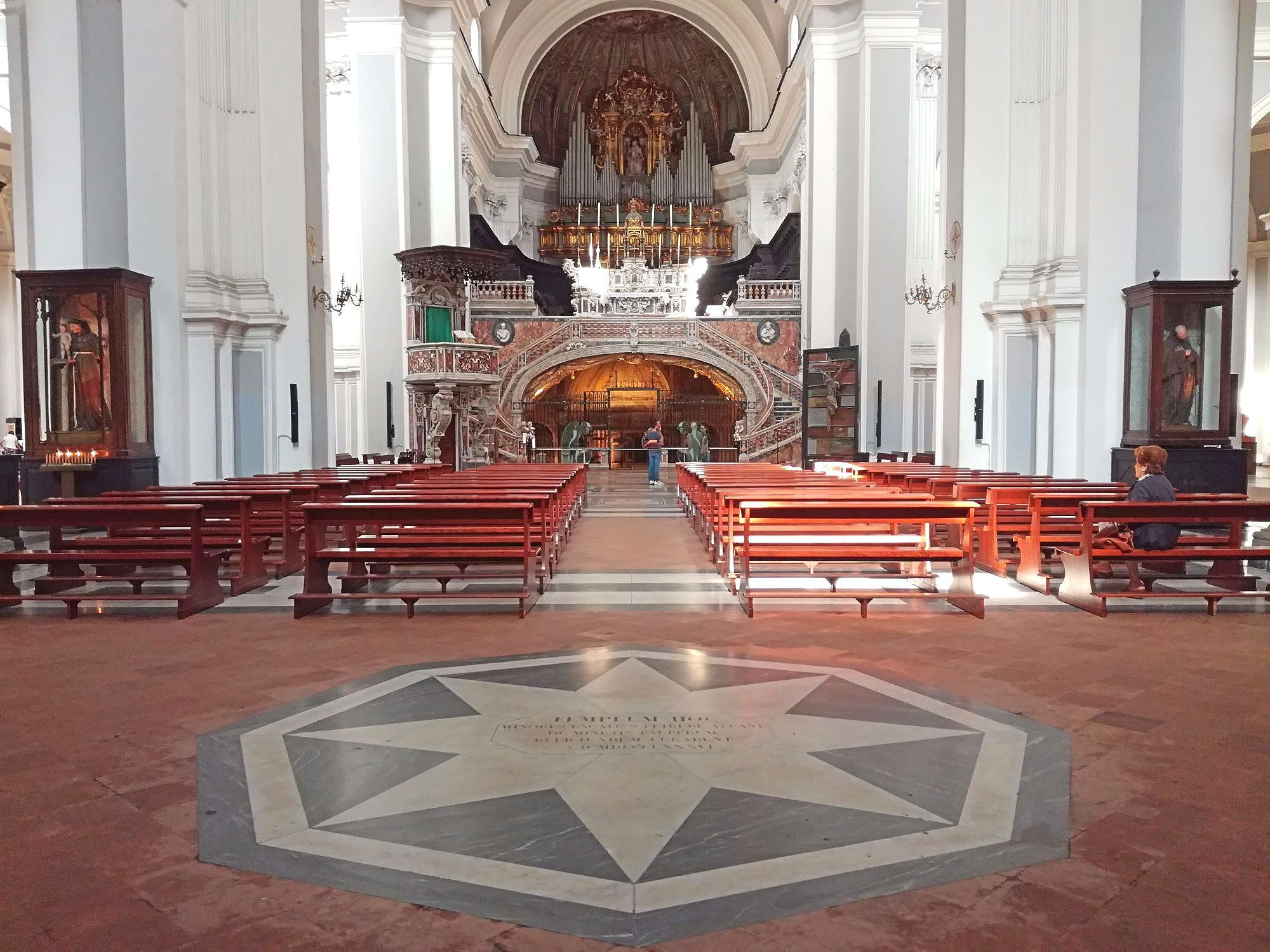
Intérieur.
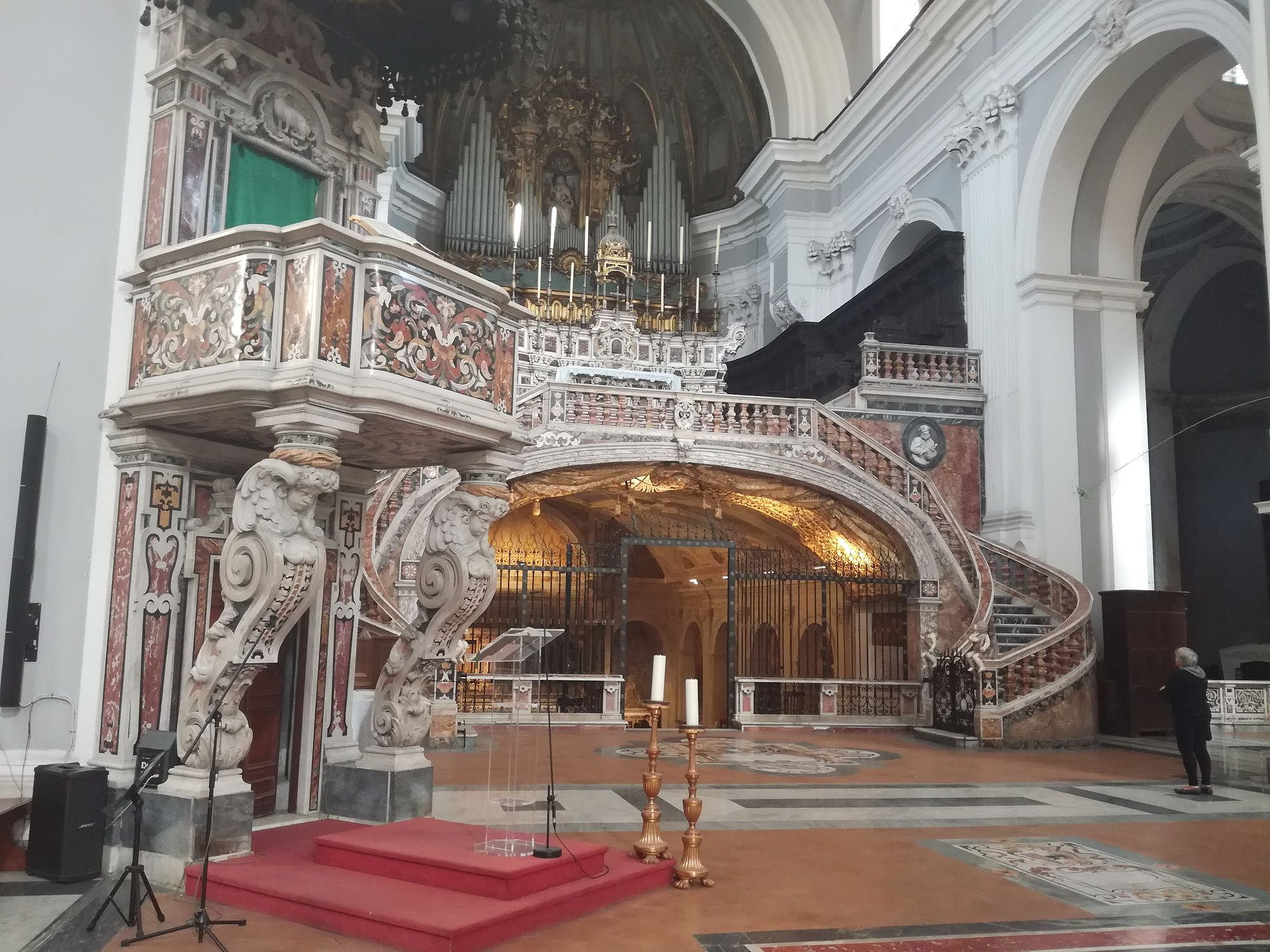
Détail de l'abside.
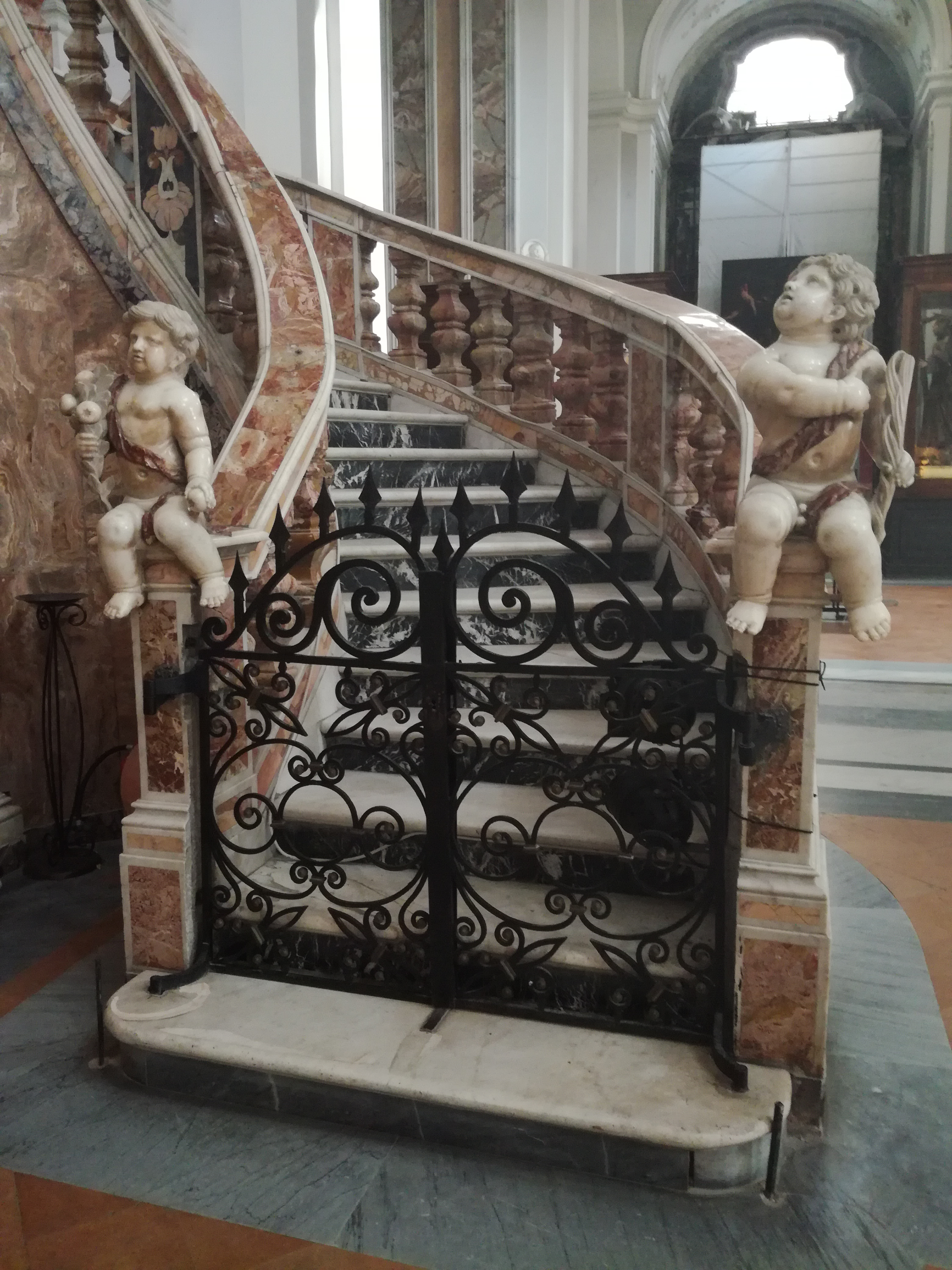
Détail des sculptures.
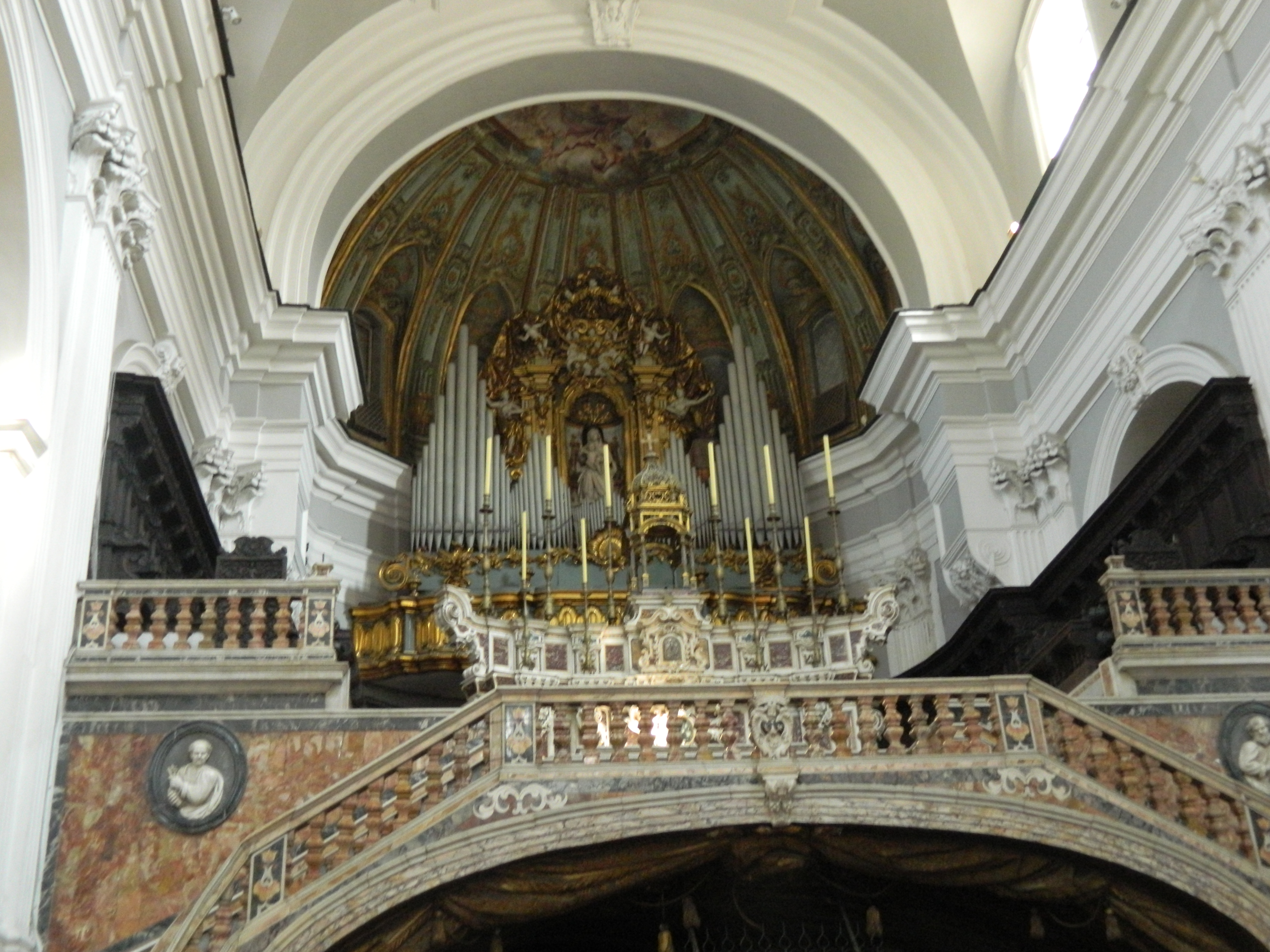
L'orgue.
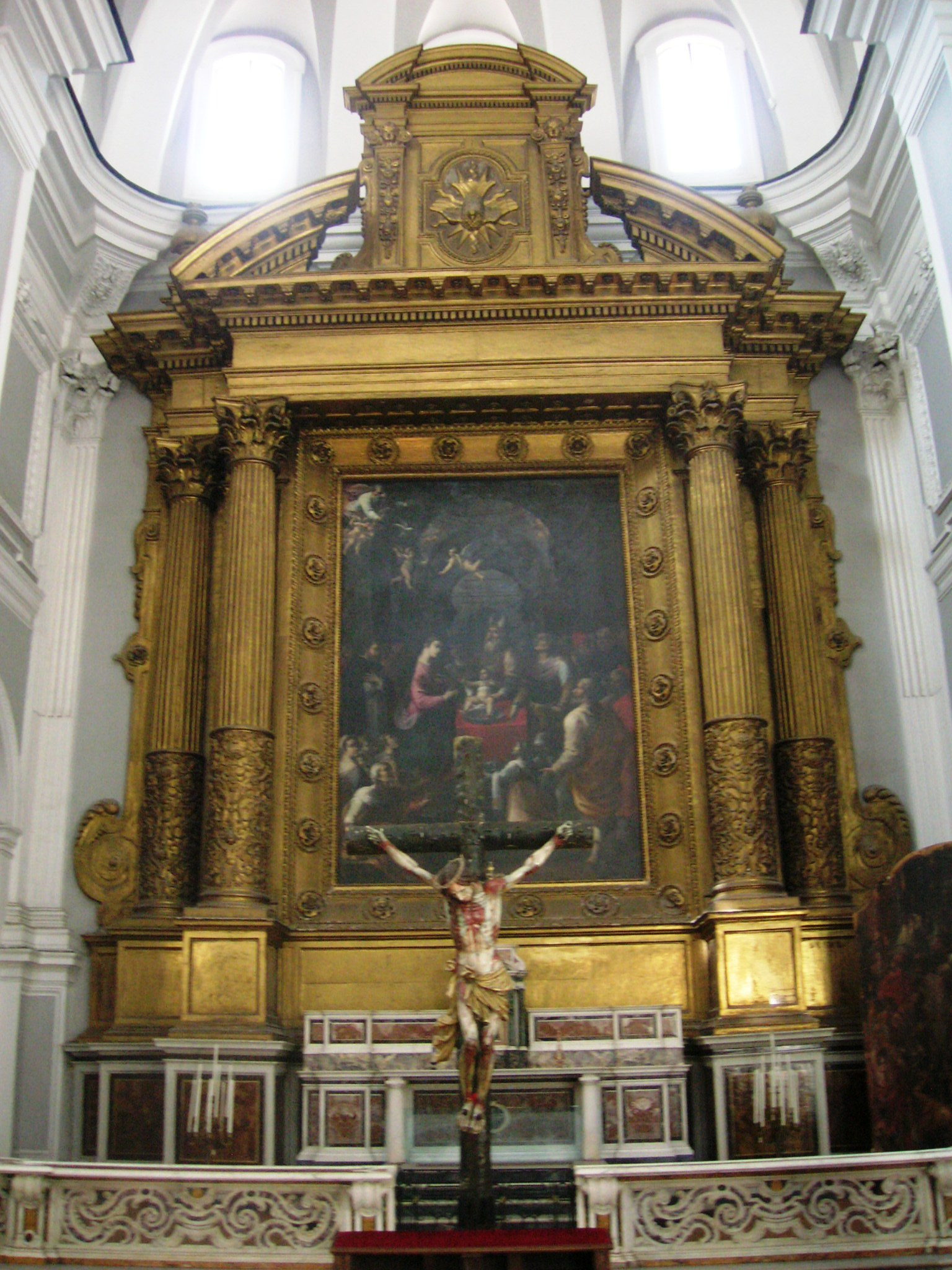
Vue d'un des autels latéraux.

### Liste des œuvres

#### Côté droit
- 1re chapelle: Saints Nicolas, Ceslas et Louis Bertrand de Luca Giordano; fresque de la Vierge.
- 2e chapelle:  Le Martyre de saint Pierre de Vérone de Giovanni Balducci.
- 3e chapelle:  La Prédication de saint Vincent Ferrier de Luca Giordano
- 4e chapelle:  Notre-Dame du Rosaire de Giovanni Bernardino Azzolini.
- 5e chapelle:  Les Noces mystiques de sainte Catherine d'Alexandrie d'Andrea Vaccaro.
- 6e chapelle:  Sainte Catherine de Sienne reçoit les stigmates d'Andrea Vaccaro.
- 7e chapelle:  Gloire de saint Pie V de Luca Giordano.

#### Côté gauche
- 1re chapelle: Saint Blaise et saint Antoine avec saint Raymond de Penafort d'Agostino Beltrano.
- 2e chapelle:  Le Mariage mystique de sainte Rose de Lima de Luca Giordano.
- 3e chapelle:  L'Annonciation de Giovanni Bernardino Azzolini et deux ovales de Gaspare Traversi.
- 4e chapelle:  La Circoncision de Forli del Sannio; Sainte Lucie de Magistris; et Saint Dominique donnant des rosaires de Giovanni Balducci.
- 5e chapelle:  Saint Thomas d'Aquin de Pacecco de Rosa.
- 6e chapelle:  L'Extase de la Madeleine de Luca Giordano.

#### Sacristie
- 1re chapelle: Madone de la Sanità  (2003) Gianni Pisani

## Catacombes de Saint Gaudiose
On descend aux catacombes de Saint Gaudiose par une balustrade[Quoi ?] se trouvant sous le chœur qui est de ce fait théâtralement surélevé. Ces catacombes sont le lieu d'inhumation de saint Gaudiose et ont été agrandies au XVIIe siècle. En face de l'entrée se trouve la tombe de saint Gaudiose recouverte de  mosaïques. Les parois sont recouvertes de fresques du XVIIe et du XVIIIe siècle.

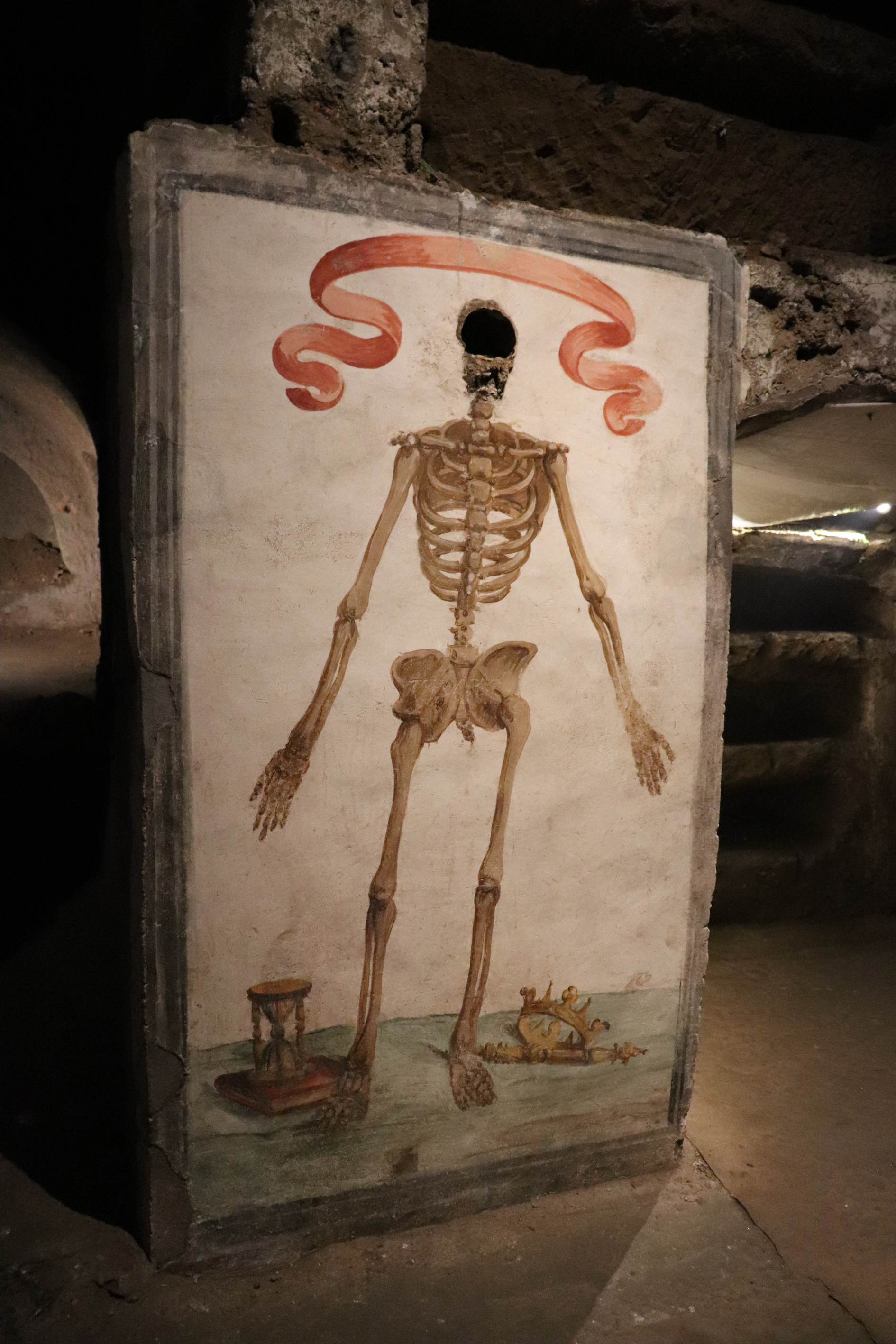
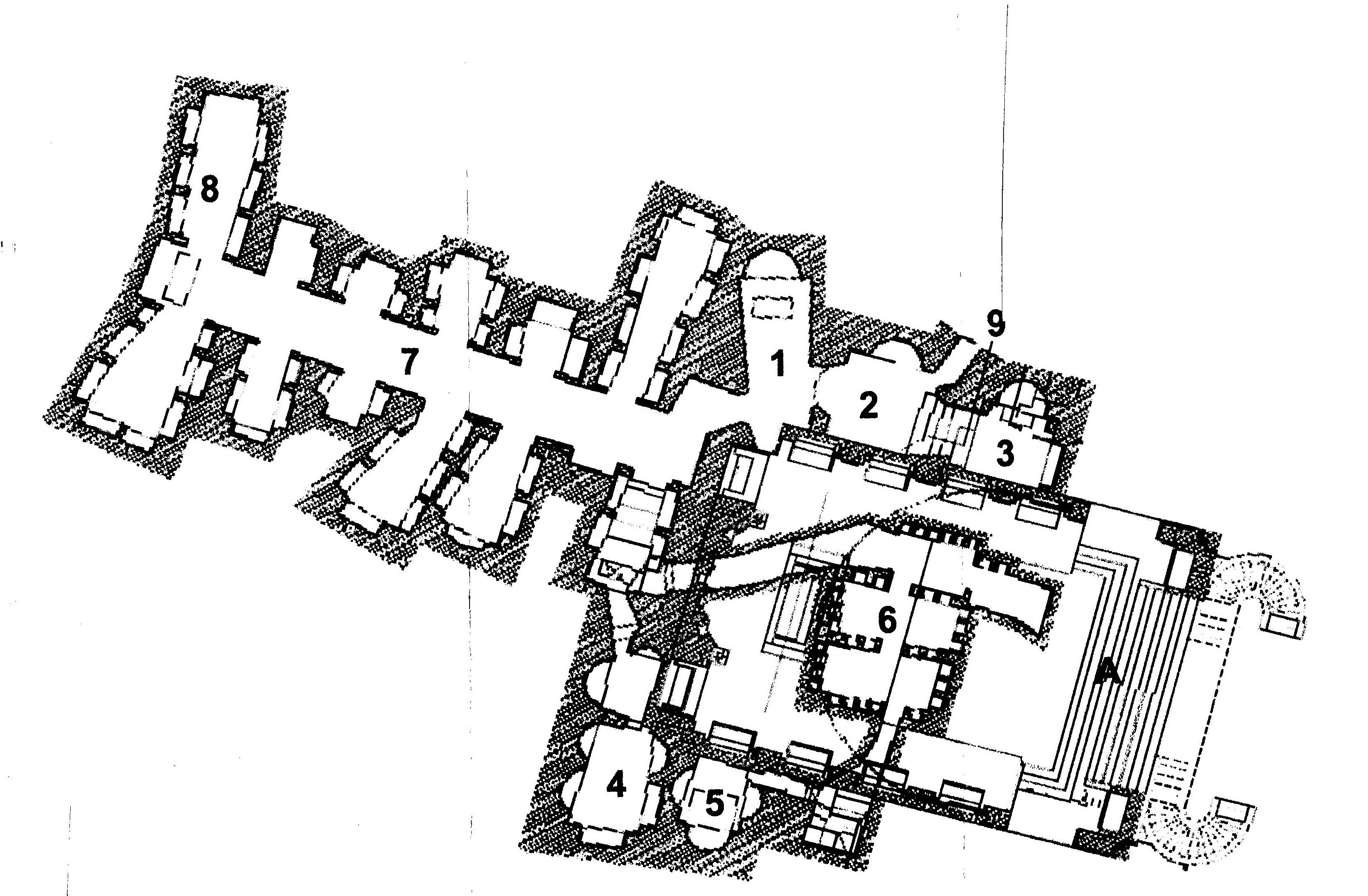
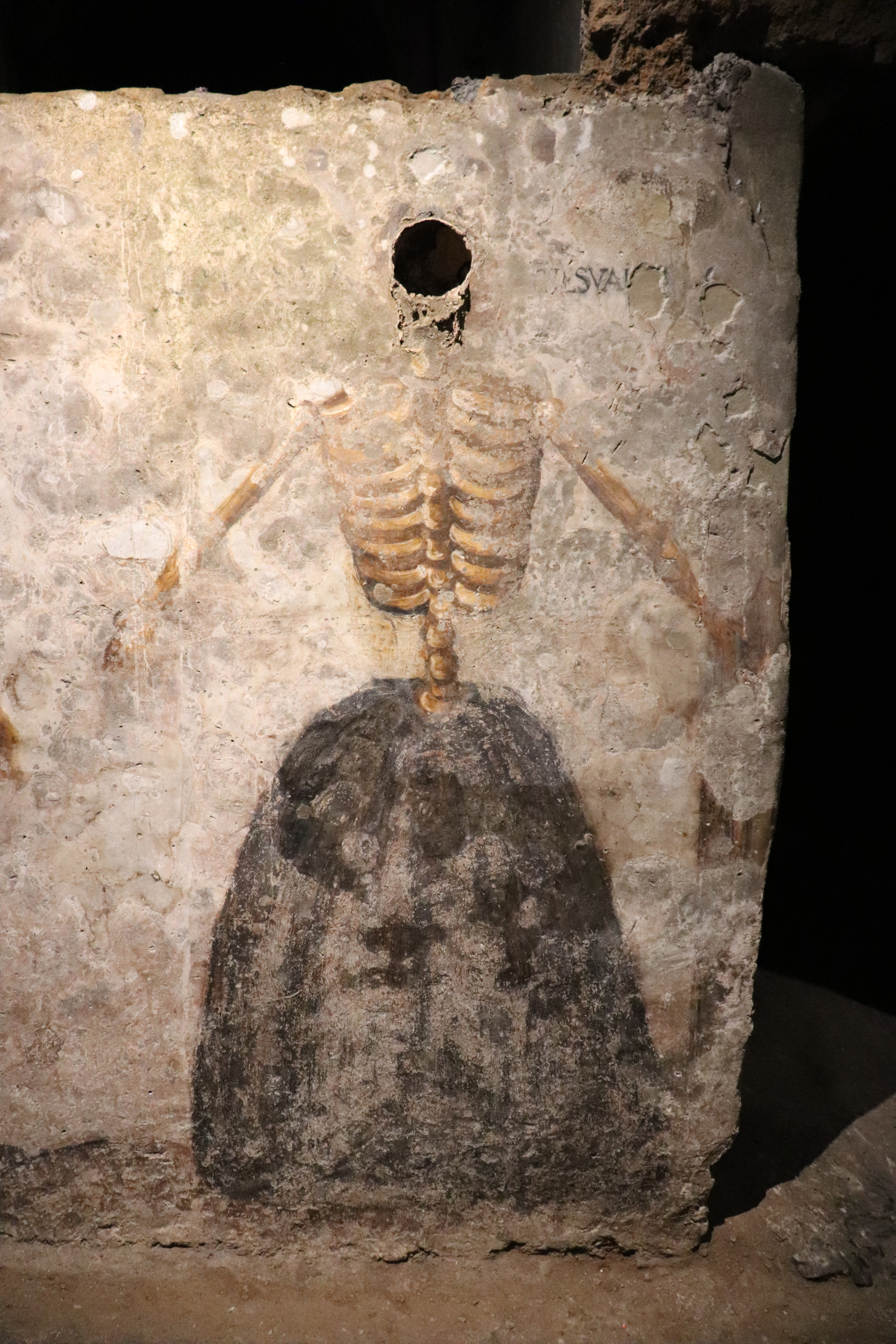
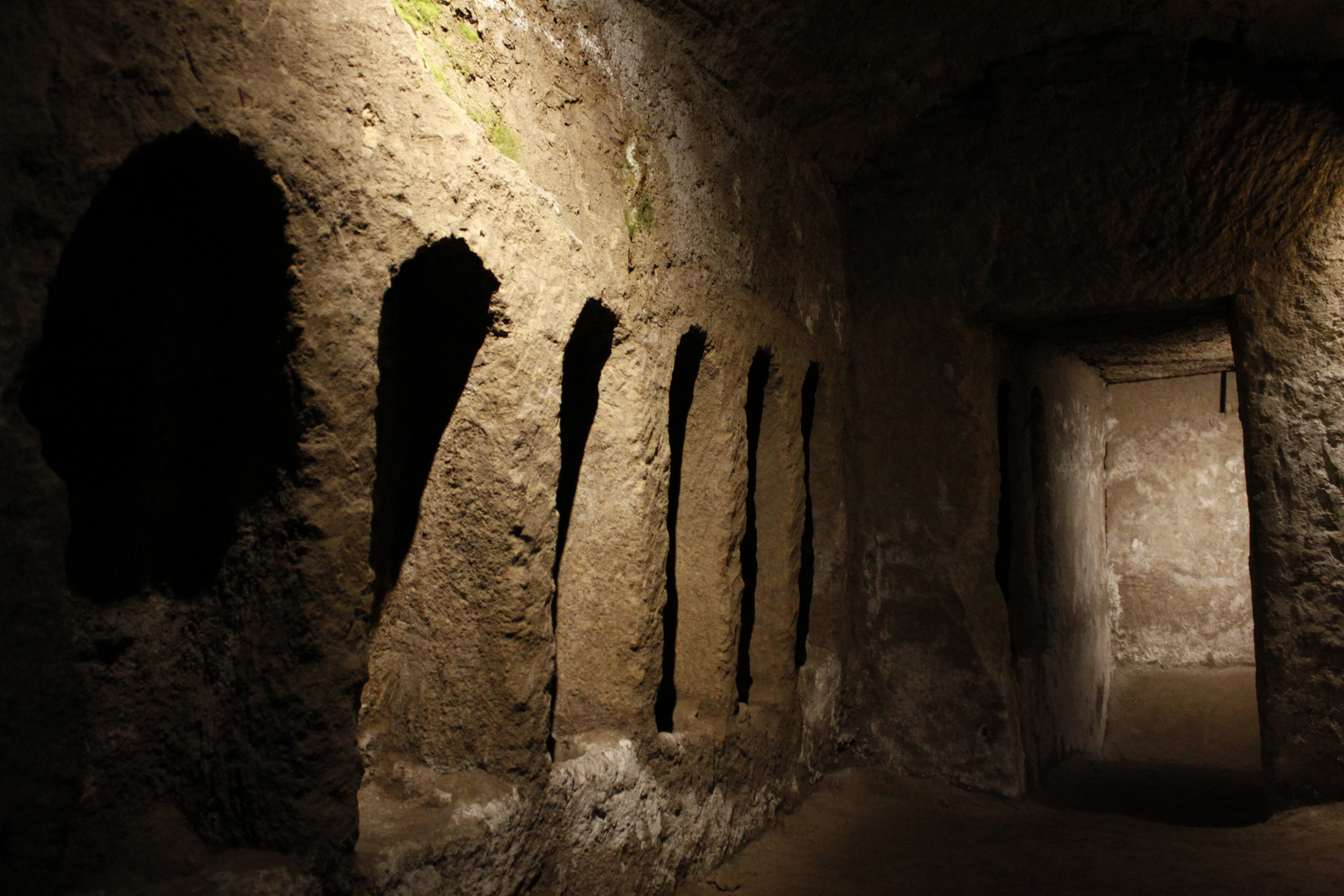
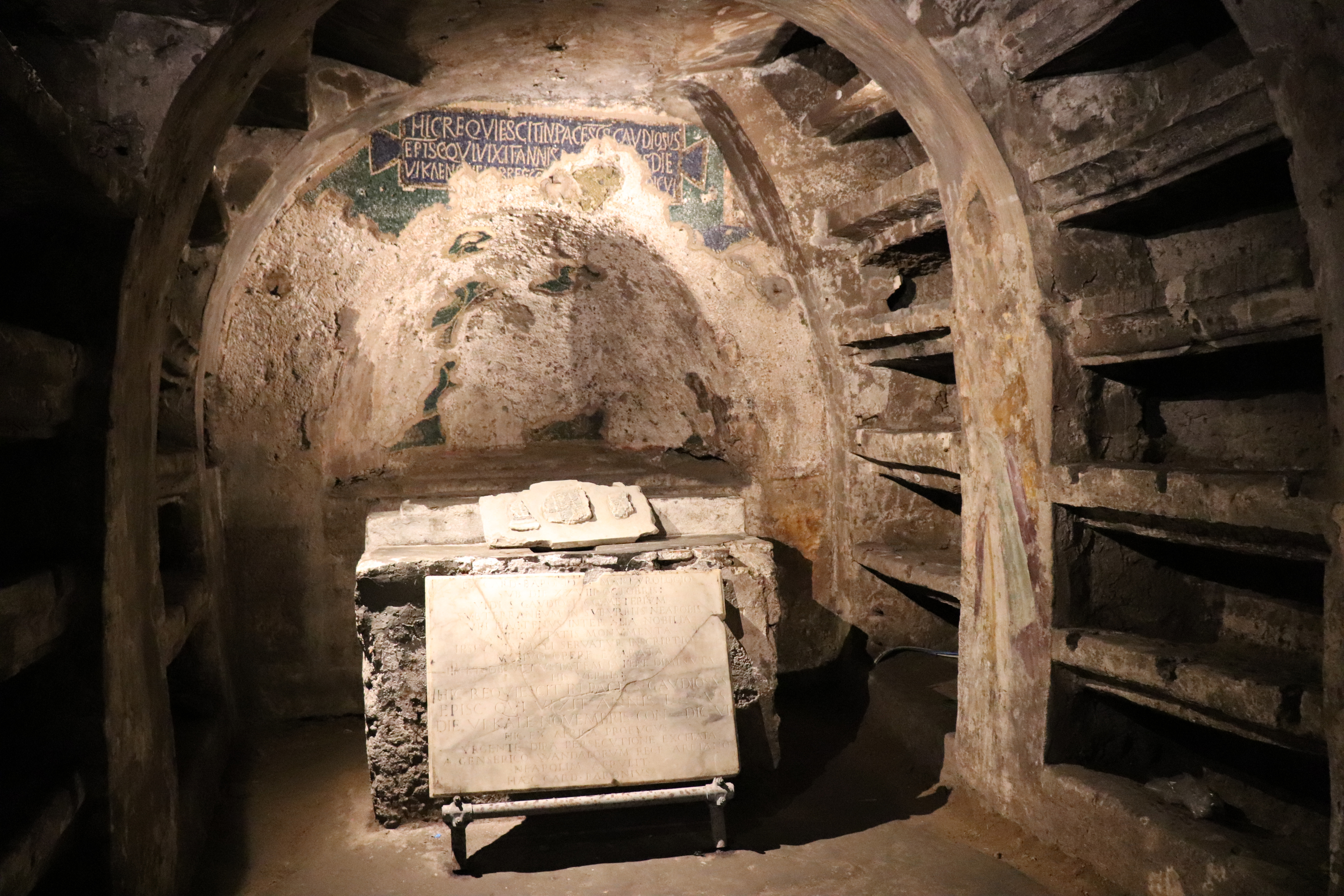

## Le cloître

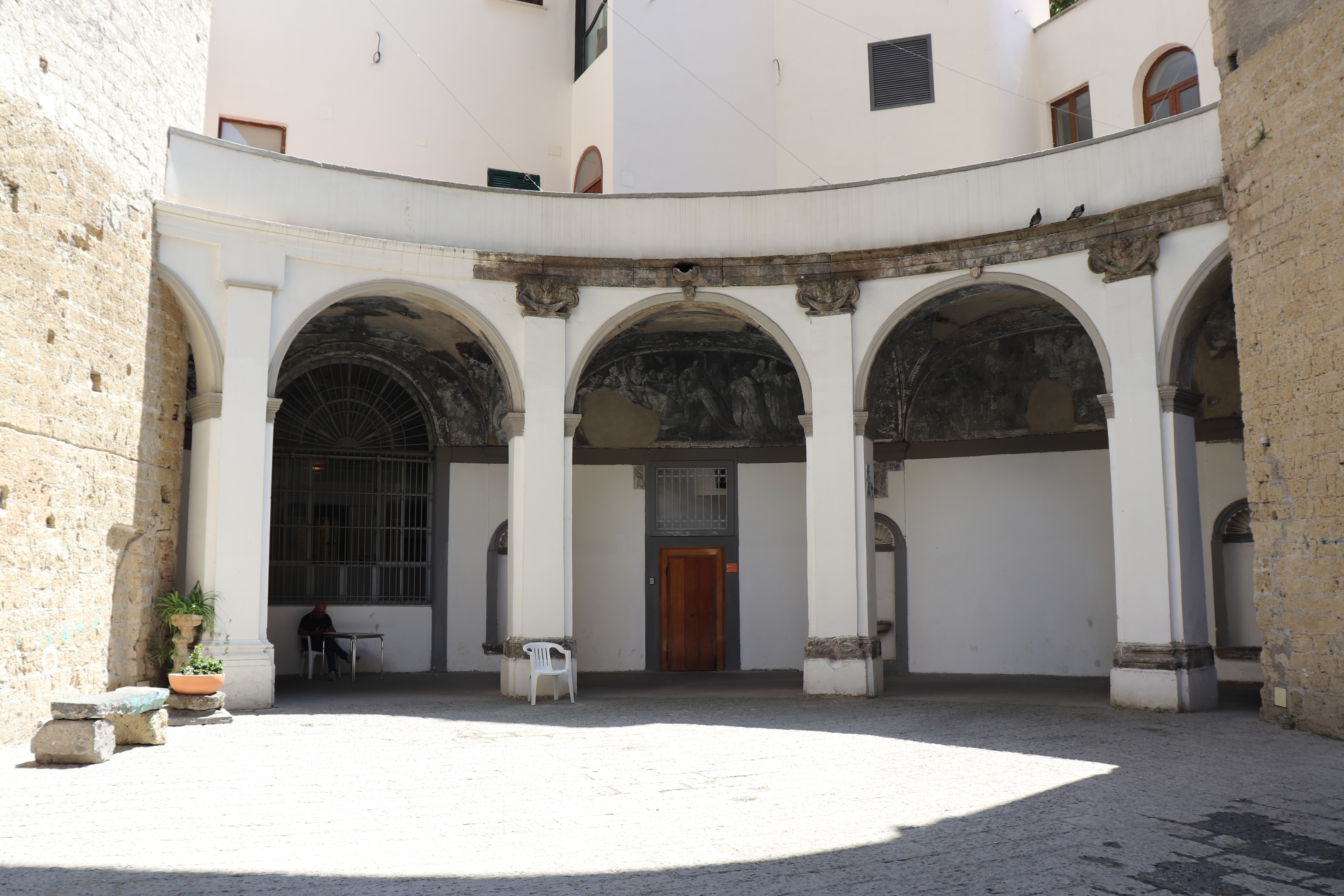
Le cloître.

Il est à plan elliptique et remonte aux premières années du XVIIe siècle, mais il est aujourd'hui défiguré par un pylône du Ponte della Sanità construit au XIXe siècle. La structure ovale dessinée par Giuseppe Nuvolo en fait l'un des cloîtres les plus singuliers de Naples et de la Campanie.
Il s'articule sur des pilastres sur lesquels sont posés des arcs; sur le mur périmétral, des niches peu profondes sont ouvertes et les arcs qui relient les pilastres au mur sont transversaux afin d'alterner les lésènes et les pilastres. les décorations et les inscriptions ont été exécutées en 1624 par Giovani Battista di Pino et représentent des épisodes de la vie des dominicains.

## Source de la traduction
- (it) Cet article est partiellement ou en totalité issu de l’article de Wikipédia en italien intitulé « Basilica di Santa Maria della Sanità » (voir la liste des auteurs).